# 小北山 (粤东山脉)
小北山，位于中国广东省汕头市潮阳区与普宁市的交界处。属莲花山脉铁山支脉，从普宁市铁山蛇仔陵，自西北往东南延伸达34公里。在潮阳区境内最高峰为海拔447.2米的大尖山，另外较高的丘陵还有西北部大寨顶海拔386.1米的东山，海拔406.3米的西山，中部海拔356.6米的烟墩山，东部海拔278.4米的鸟尾山，其余大多为低于150米的低丘与台岗阶地。